# Desiderius Erasmus
Erasmus, met een pseudoniem Desiderius Erasmus (uitspraakⓘ) en met een loconiem Erasmus Roterodamus (Rotterdam, 28 oktober 1466, 1467 of 1469 – Basel, 12 juli 1536) was een Nederlands humanist, katholiek theoloog, filosoof, filoloog en pedagoog. Hij wordt beschouwd als een van de invloedrijkste denkers uit de Noordelijke Renaissance. Hij was een priester en augustijner kanunnik die op zijn eigen, gematigde manier de katholieke kerk van binnenuit probeerde te hervormen tegen de achtergrond van een opkomende Reformatie, wat hem door beide kampen kwalijk werd genomen.
Erasmus schreef een zeer omvangrijk oeuvre bijeen in het Latijn. In zijn beroemde satirische werk, Lof der zotheid, dat hij rond 1509 schreef, nam hij praktijken van allerlei maatschappelijke groepen op de korrel. In zijn streven om terug te keren naar de bronnen presenteerde hij het Nieuwe Testament in een Grieks-Latijnse editie die een einde maakte aan de onaantastbaarheid van de Vulgaat. Zijn Colloquia (Gesprekken) en Adagia (Spreekwoorden) waren populaire collecties waarin hij diverse onderwerpen aansneed, vaak op essayistische wijze. 
Desiderius Erasmus leefde in een tijd van grote veranderingen, waarin nieuwe idealen op de voorgrond traden. Hij reisde als geleerde door Europa en verwierf aanzien in intellectuele kringen door zijn humanistische kritieken en pleidooien. Gedurende zijn hele leven hield hij via duizenden brieven nauw contact met geestverwanten, onder wie met de Engelse staatsman Thomas More. Met zijn geschriften wilde hij de mensheid opvoeden en het menselijk potentieel vrijmaken door haar te laten leven naar de authentieke leer van Jezus en – voor zover daarmee verzoenbaar – naar de waarden van de klassieke auteurs.

## Levensloop

### Geboorte
Erasmus dankt zijn naam aan de in de 15e eeuw populaire heilige Erasmus van Formiae, van wie ook zijn vader Gerard een devote vereerder was. De eerste vermeldingen van zijn naam spellen Herasmus, wat waarschijnlijk zijn doopnaam was. Dat hij eerst Geert Geerts (ook Gerhard Gerhards of Gerrit Gerritsz) zou hebben geheten, is een legende die pas in de 17e eeuw is ontstaan. Zijn geboorteplaats is Rotterdam, maar op een bekend houten borstbeeld staat Goudæ conceptus, Roterodami natus (Latijn: in Gouda verwekt; in Rotterdam geboren). Volgens een notitie van de Goudse historicus Renier Snooy (1478-1537), zou Erasmus in Gouda zijn geboren. Erasmus zelf schreef echter (in het Latijn) dat hij geboren was in Rotterdam.
Erasmus was een onwettig kind; in die tijd sprak men van een defectus natalis. Zijn vader, die hij Gerardus noemt, was een priester in Rotterdam, daarna in Woerden en later tot zijn overlijden in Gouda. De moeder van Erasmus, Margaretha, die als familienaam Rogerius (Rutgers) zou hebben gehad, was een dochter van een chirurgijn uit Zevenbergen. Zijn vader Gerardus was van tien broers de op een na jongste en men besloot dat "uit zovelen er één aan God gewijd zou worden" – en dat werd hij.
Begin 17e eeuw werd gesuggereerd dat zijn moeder haar zwangerschap in Rotterdam doorbracht om het 'ongelukje' te verbergen. Een jaar voor de geboorte van Erasmus kregen zijn ouders al samen een kind: Pieter.
Erasmus heeft drie jaar in Rotterdam gewoond en is toen met zijn ouders vertrokken naar Woerden en later naar Gouda. Zijn leven lang heeft hij het idee over zijn onwettige geboorte moeten torsen en de gevolgen moeten dragen van de 'geestelijke' status waarin hij door zijn opvoeding was terechtgekomen. Pas rond zijn vijftigste (1517) werd Erasmus dankzij pauselijke dispensatie van de ernstige maatschappelijke gevolgen van zijn onwettige geboorte verlost. Hij heeft nogal met zijn levensverhaal gehaspeld, waarbij hij in zijn brieven aan de paus gebruik heeft gemaakt van een achternaam die wellicht van zijn moederszijde stamt. Al doende heeft hij zijn jeugdjaren gemystificeerd en zijn geboortejaar met onzekerheden omhuld.

### Opleiding

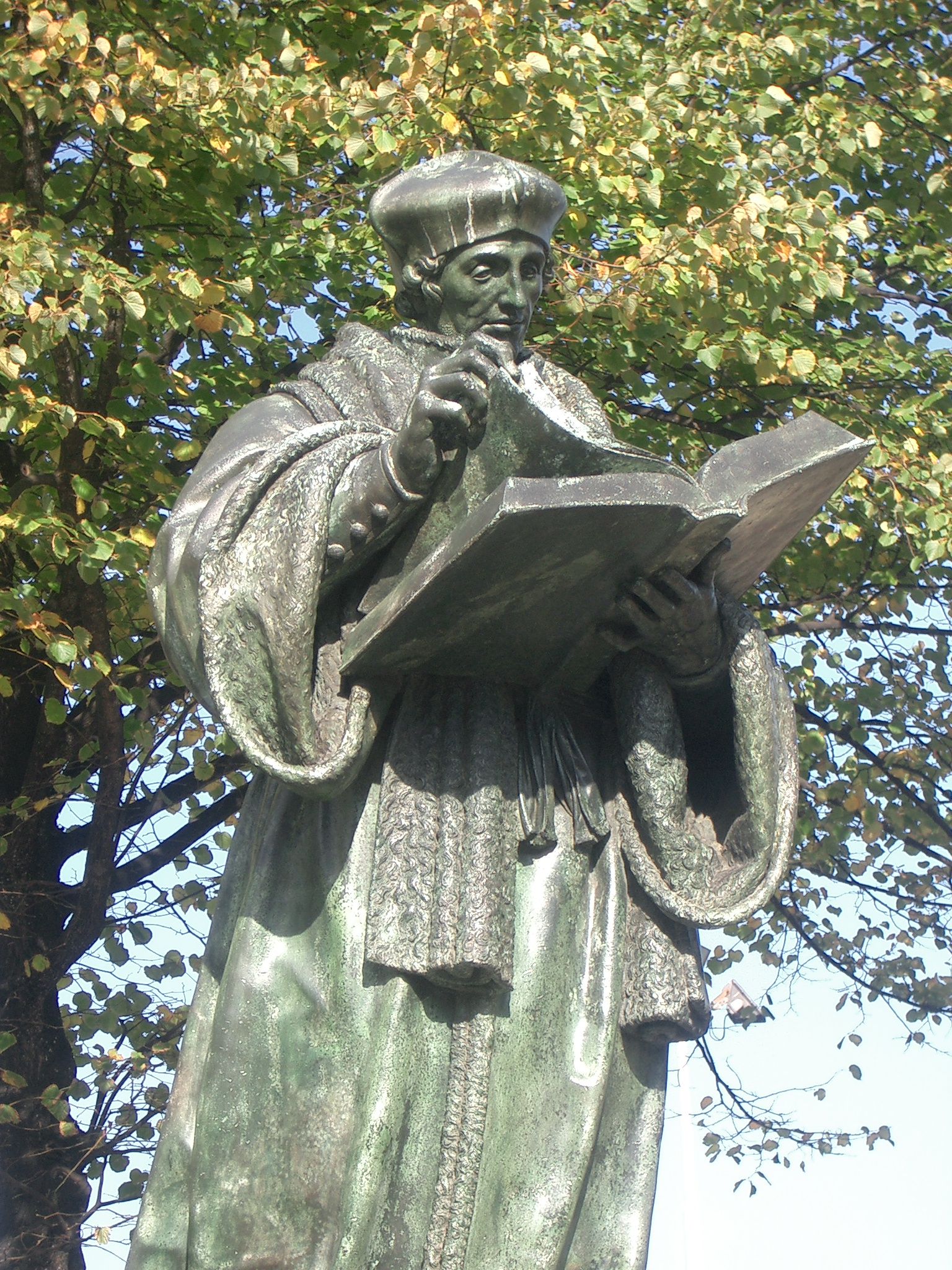
Beeld van Desiderius Erasmus uit 1622 op het Grotekerkplein in Rotterdam

Tussen 1473 en 1478 was Erasmus leerling van de parochieschool – de voorloper van de Latijnse school en het Coornhert Gymnasium – in Gouda, waar hij les kreeg van zijn oom Pieter Winckel, de latere onderpastoor van de Goudse Sint-Janskerk. Het is in deze periode dat Erasmus in Utrecht, hoofdstad van het gelijknamige bisdom, bij de zangmeester en componist Jacob Obrecht les zou hebben gekregen in onder andere muziek.
Hij volgde na 1478 de lessen aan de door de Broeders van het Gemene Leven in humanistische zin beïnvloede Latijnse school te Deventer, die met de Latijnse school in Zwolle bekendstond als de beste onderwijsinstelling van de noordelijke Nederlanden. Hij kreeg daar eerst typisch middeleeuws onderwijs met relatief veel Latijn. Vanaf 1483 was de humanist Alexander Hegius rector in Deventer. Hegius voerde een belangrijke curriculumvernieuwing door: hij voegde er Grieks aan toe, een vak dat tot dan toe alleen op universiteiten (Leuven, Keulen) als verdere specialisatie werd gegeven. Op die manier kreeg Erasmus zijn eerste lessen Grieks. Ook zag en hoorde hij hier Rudolf Agricola, die hij zijn leven lang als een voorbeeld en inspirator is blijven zien. Wegens een pestuitbraak ontvluchtte Erasmus in 1485 de stad Deventer. Hij studeerde verder aan de Latijnse school in 's-Hertogenbosch.
Onder druk van zijn voogden deed Erasmus in 1487 zijn intrede in het Klooster Emmaüs te Stein bij Gouda. Hier schreef hij zijn declamatio (oefentoespraak) en De contemptu mundi, een oprecht pleidooi voor het kloosterleven. Erasmus had namelijk geen kritiek op het ideaal, maar wel op de pietluttige regeltjes en de beknotting van de menselijke vrijheid. Een tweede, later uitgegeven jeugdwerk verried zijn grote kennis van de antieke en humanistische literatuur. Het thema is de verhouding tussen profane literatuur en christelijke vroomheid, het boek kreeg de titel Liber Antibarbarorum (Antibarbari). Het werk is hoogstwaarschijnlijk in het voorjaar van 1495 tot stand gekomen in het kasteel van Halsteren in het dorp Lepelstraat of kasteel van Borgvliet in Bergen op Zoom waar hij regelmatig verbleef met vriend Jacobus Battus (1465-1502).
De priesterwijding van Erasmus op 24 april 1492 (feestdag van de evangelist Marcus) door de toenmalige wijbisschop Jan van Tiel in de Dom van Utrecht bond hem meer aan het geestelijke leven, maar bood hem ook meer mogelijkheden tot studie. Hij kreeg de mogelijkheid kanselier (secretaris) van Hendrik van Bergen, de aartsbisschop van Kamerijk, te worden. Om dit mogelijk te maken en toch priester te blijven kreeg hij, mede vanwege zijn zwakke gezondheid en zijn studies, een tijdelijke dispensatie van bepaalde religieuze verplichtingen, zoals het lezen van de mis en het voorgaan in misvieringen – normaal gesproken kerntaken van een priester. Paus Leo X maakte deze dispensatie later permanent.
Met toestemming en een stipendium van bisschop Van Bergen mocht Erasmus in 1495 een theologiestudie in Parijs beginnen. Het onderwijs werd beheerst door de Scotisten, scholastieke theologen die zich verloren in eindeloze spitsvondigheden hetgeen volgens Erasmus weinig meer met de christelijke basisgeschriften gemeen had. Hier leerde hij de nestor der Parijse humanisten, Robert Gaguin, kennen en publiceerde hij zijn eerste werkjes. Hij koos voor het Latijnse Desiderius ('felbegeerde') in zijn auteursnaam, als pendant van het Griekse erasmios ('teerbeminde'). Deze toevoeging zou hij echter niet heel zijn leven consequent voeren; aan het loconiem Roterodamus hield hij meer vast. 

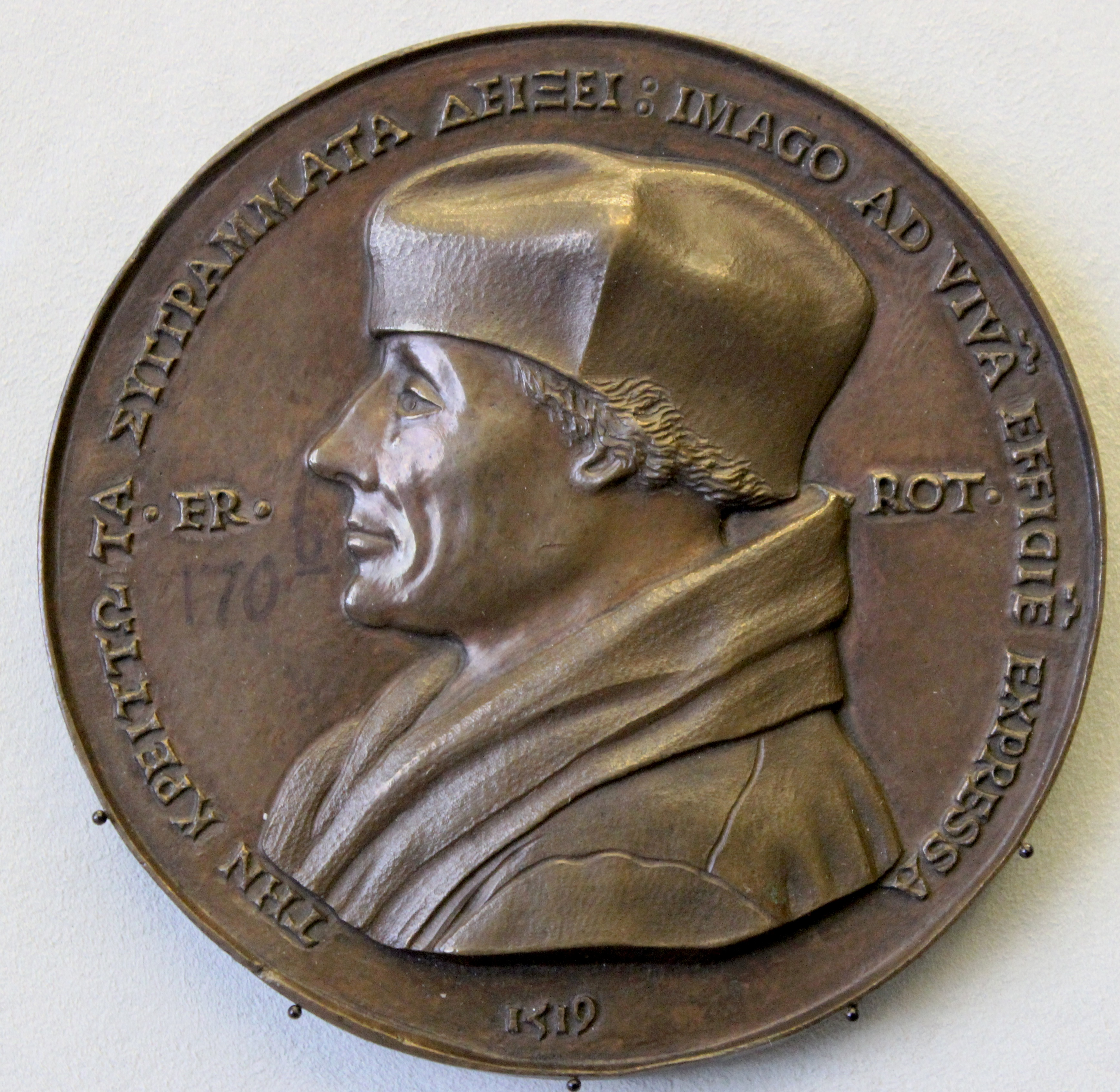
Quinten Metsys, bronzen penning van 105 mm, gemaakt in 1519 in opdracht van Erasmus

Doordat hij ook les gaf, leerde Erasmus veel mensen kennen. Zo kwam hij in Engeland, waar hij een half jaar verbleef, in aanraking met het zoontje van de Engelse koning, de latere Hendrik VIII en met belangrijke humanisten als John Colet en Thomas More, de auteur van Utopia. Hij gaf les aan de Universiteit van Oxford. Terug in Parijs schreef hij in 1500 zijn eerste boek, een verzameling Adagia, spreekwoorden. Het was het eerste succesboek in de jonge geschiedenis van de boekdrukkunst na een grote tegenvaller: hij zat wanhopig verlegen om geld doordat Engelse douanebeambten al het Engelse geld in zijn bagage in beslag hadden genomen.

### Humanist
In 1502 kreeg Erasmus op voorspraak van de theoloog Adriaan Boeyens, de latere paus Adrianus VI, een post aangeboden aan de universiteit van Leuven, die hij echter niet aanvaardde. Hij legde zich toe op vertalingen uit het Grieks.
In 1506 vertrok Erasmus voor drie jaar naar Italië. Op de terugweg (richting Engeland) schreef hij zijn Lof der zotheid. Door uit te gaan van een zot als spreker kon hij in deze declamatio de spot drijven met de misplaatste ernst waarmee alle mensen, ongeacht beroep, stand, of positie, hun eigen belangen najoegen, en de groteske kortzichtigheid waarmee zij klaar stonden met hun oordeel over elkaar.

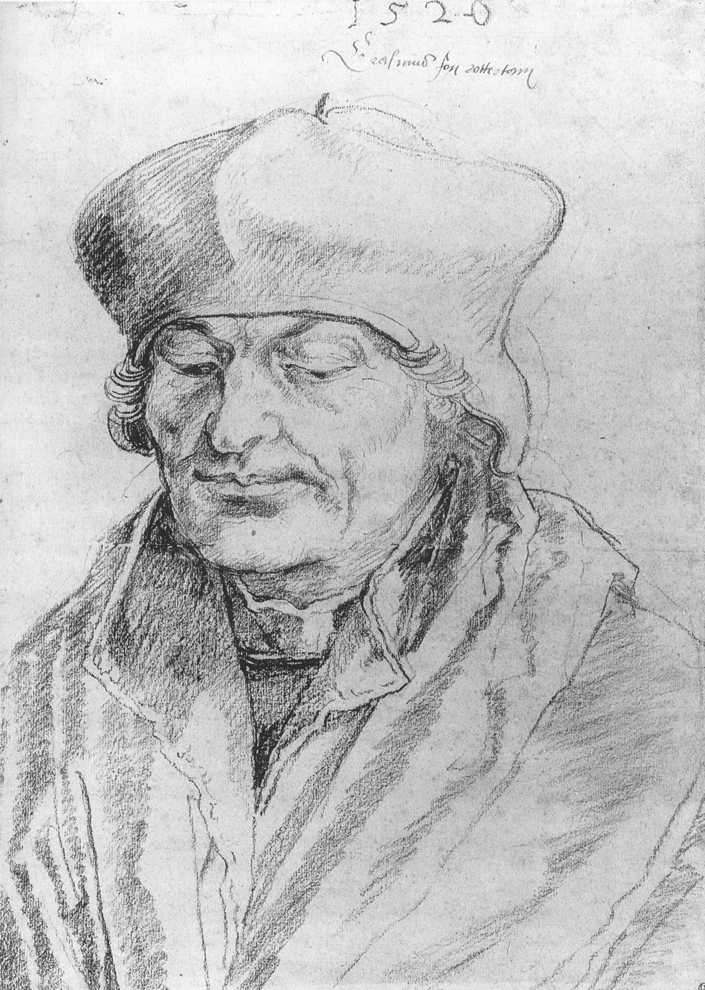
Portretschets door Albrecht Dürer, ca. 1520

De kopij van de Adagia-herdruk kwam per abuis bij de Bazelse drukker Johannes Froben terecht. Erasmus vond diens werk zo keurig dat hij naar Bazel reisde en daar ook zijn twee grote filologische werken, de tweetalige uitgave van het Nieuwe Testament en zijn editie van de brieven van de kerkvader Hiëronymus schreef (vertaalde) en uitgaf. Bij zijn terugkeer werd hij benoemd tot raadsheer van keizer Karel V en vestigde hij zich in de Nederlanden (1516-1521), waar hij in Antwerpen, Brugge, Leuven en Mechelen verbleef. In 1519 liet hij door Quinten Metsys in Antwerpen een penning over zichzelf maken; een van de allervroegste in de Nederlanden gemaakte penningen. In 1521 woonde hij ook enige tijd in Anderlecht, als gast van zijn vriend Pieter Wyckman.
Tijdens deze 'Zuid-Nederlandse periode' realiseerde Erasmus het plan van zijn vriend Jeroen van Busleyden: de stichting van het Leuvense Collegium Trilingue. Dit college zou bijdragen aan de verspreiding van Erasmus' opvattingen over de studie van de klassieke talen. Verder beijverde hij zich voor de opzet in Leuven van een moderne priesteropleiding. Zijn activiteiten en geschriften werden met argwaan gevolgd door behoudende geestelijken en theologen, en toen in 1521 Erasmus' critici Jacques Masson en Nicolaas Baechem werden aangesteld als inquisiteurs van de Lage Landen, week hij uit naar Bazel. In Frankrijk werd hij onderzocht door de inquisiteur Noel Beda, die in 1527 een lijst van ketterijen voorlegde aan het Parlement van Parijs. In 1529 werd Louis de Berquin, vertaler van Erasmus' werken, op de Place Maubert verbrand. In 1531 werd de verspreiding van Erasmus' boeken in Frankrijk verboden, en in 1559 verscheen zijn naam in de index als "auctor damnatus" (veroordeelde schrijver). Er mocht in boeken niet meer naar hem worden verwezen, en zelfs in al gedrukte boeken moest zijn naam onleesbaar worden gemaakt.
Erasmus onderhield een uitgebreide briefwisseling met verschillende vooraanstaande humanisten, waaronder Viglius. De laatste jaren van zijn leven bracht hij door te Freiburg im Breisgau in Duitsland.
In 1535 keerde hij terug naar Bazel in Zwitserland. Daar overleed hij op 12 juli 1536. Zijn graf ligt in de Munster van Bazel. Zijn laatste woorden waren volgens de overlevering: 'Lieve God'.

## Houding en gedachtegoed

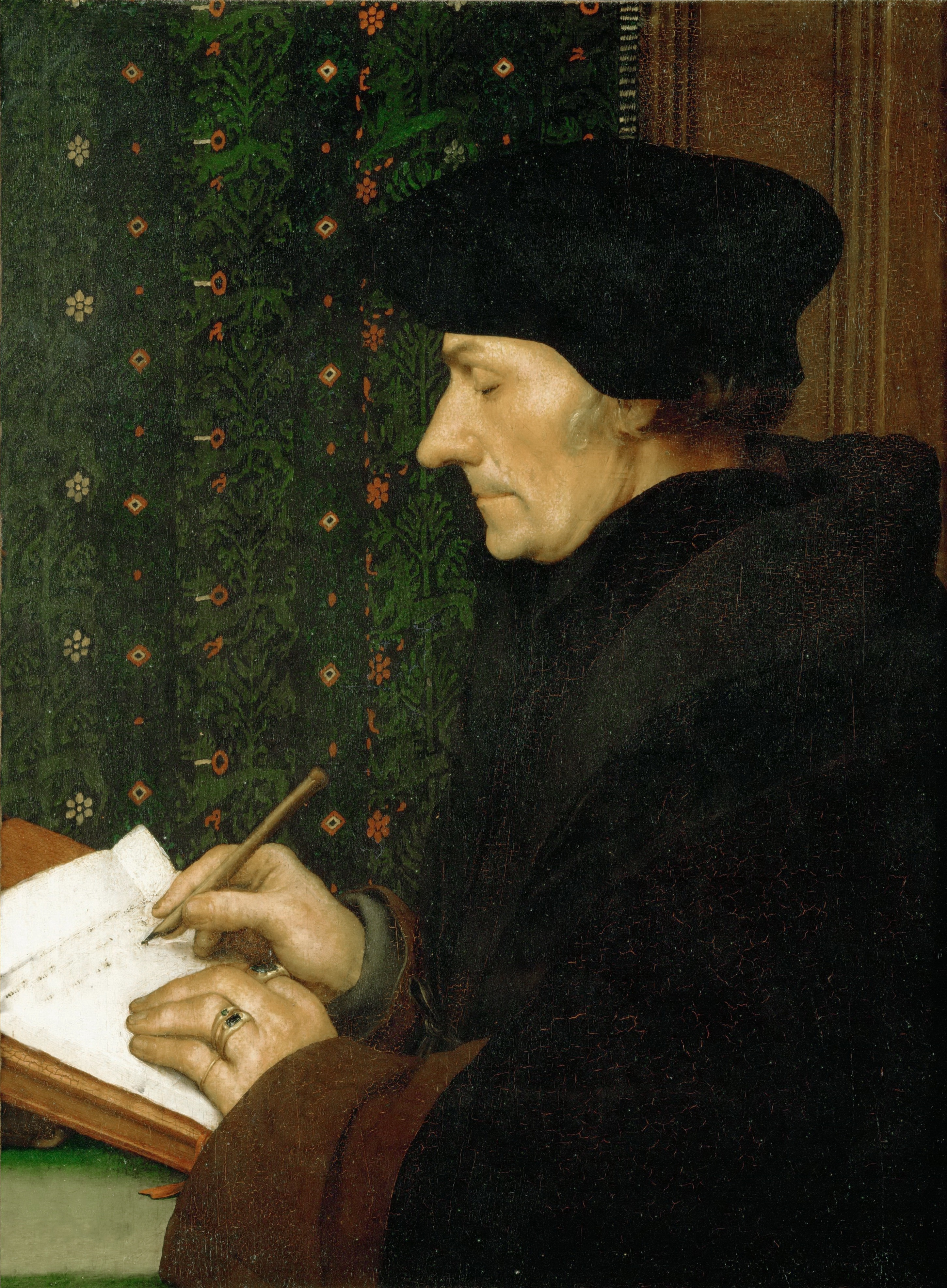
Portret door Hans Holbein de Jongere, 1523

Twee motieven bepalen het gedachtegoed van Erasmus: de vrijheid van mensen en vrede. Over de vrijheid schreef hij onder meer in 1516 de vorstenspiegel Institutio, Opvoeding van een christelijke vorst, voor de jonge koning van Spanje, de latere keizer Karel V. Daarin stelt hij dat de mens vrij is en dat een christen daarom niet tiranniek mag heersen over christenen en hen niet als slaven mag behandelen.
In 1517 schreef hij Querela pacis, De klacht van de vrede. Hij richt zich daarin onder meer tegen het nationalisme:
De Engelsen verachten de Fransen om geen andere reden dan omdat ze Fransen zijn. Men heeft een hekel aan de Schotten, omdat ze Schotten zijn. De Duitser ligt overhoop met de Fransman en alle twee bestrijden ze de Spanjaard. Wat kan er slechter zijn dan volken die elkaar bestrijden alleen omdat ze andere namen hebben? Er zijn zoveel zaken die hen tot elkaar zouden moeten brengen. Waarom zijn ze als mensen niet welwillend tegenover hun medemensen? Waarom zijn ze als christenen niet vriendelijk gestemd tegenover medechristenen?
Vooral als dit misbruikt wordt om aan te zetten tot oorlog:
Ze hitsten de Fransen tegen de Engelsen op, en de Engelsen tegen de Fransen.

### Erasmus en de Hervorming van Luther
In 1517 zette Maarten Luther met zijn 95 stellingen een proces in gang, dat de wereld voorgoed veranderde: de protestantse Reformatie. De bestrijders van de Reformatie verweten Erasmus dat hij voor Luther de weg had geplaveid.
Alhoewel Erasmus in principe sympathiek stond tegenover Luthers actie, had hij als vredelievende en relativerende humanist van het begin af aan bezwaren tegen diens optreden. Erasmus bleef in eerste instantie liever afzijdig in twisten tussen de reformatoren en de Kerk. Na veelvuldig aandringen pakte Erasmus in 1524 echter de pen op tegen Luther in het geschrift De libero arbitrio diatribe sive collatio (Gesprek of verzameling uitspraken over de vrije wil). In dit geschrift trok Erasmus de leer van Luther in twijfel omtrent de verlossing van de mens. Luther zou volgens Erasmus de rol van de vrije wil van de mens onderschatten ten opzichte van de rol van de goddelijke genade. Ondanks de afgewogen uitspraken in zijn boek bleef zowel vanuit de roomsgetrouwen als vanuit de reformatoren kritiek op Erasmus bestaan. Volgens Johan Huizinga lag de tragiek van Erasmus’ leven hierin, dat hij het nieuwe en komende (de Hervorming) beter zag dan anderen en met de oude kerk overhoop moest geraken, maar het nieuwe toch niet kon aanvaarden (J. Huizinga, Erasmus, 1985 (8e druk), p. 213).
Keer op keer pleitte Erasmus voor tolerantie tussen de diverse opvattingen. Het mocht echter niet baten; wederzijdse verkettering, vrijheidsbeperking en de brandstapel waren een feit. Wel legden zijn pleidooien de basis voor de tolerantiegedachte van latere 16e-eeuwers als Coornhert en Willem van Oranje. Overigens ging het bij de tolerantie voor Erasmus niet zozeer om de vrijheid voor de enkeling (voor Joden wees Erasmus die zelfs af), maar meer om de vrijheid van wetenschap en ideeën. Het moderne tolerantiebegrip (vrijheid voor de enkeling) is bij Erasmus niet te vinden.

### Erasmus en de Joden

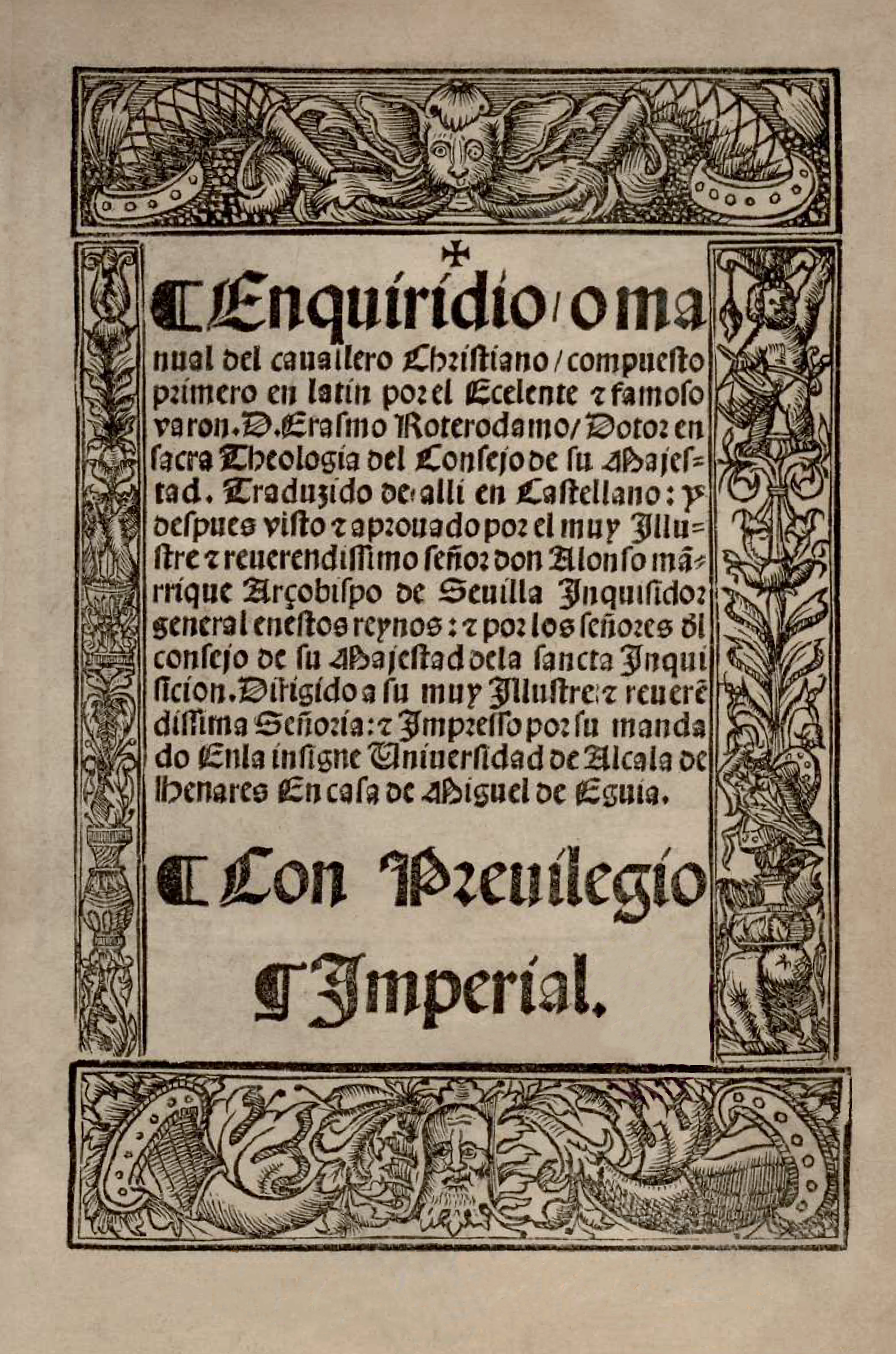
Enchiridion militis Christiani (1503).

De zestiende eeuw kenmerkte zich door een duidelijk antisemitische cultuur, waartegen het humanisme zich principieel verzette. Studie van de joodse cultuur was een van de doelstellingen van het Collegium Trilingue, dat door Erasmus in Leuven gesticht is. De katholieke hebraïst Johannes Reuchlin bepleitte als een van de weinigen gelijke burgerrechten voor de Joden. In reactie op Reuchlins studie van de kabbalistiek schreef Erasmus toen Reuchlin door de Inquisitie vervolgd werd: "Ik ben geen Reuchlinist, zoals ik van niemand de partijganger ben."
Niettemin verdedigde hij Reuchlins pleidooi voor de Joden in een brief aan de inquisiteur Jacob van Hoogstraten. Hij koesterde grote bewondering en vriendschap voor hem, zoals blijkt uit zijn Colloquium 'Apotheosis Capnionis' (Capnio is een vergriekste vorm van de naam Reuchlin, van kapnos, 'rook'). Over de Joden deed Erasmus, polemist en satiricus als hij was, enkele krasse uitspraken die normaal waren in zijn tijd. Frankrijk was voor hem het bloeiendste deel van de christenheid, omdat dat land niet door "ketters, Boheemse schismatici, Joden, half-joodse maranos, en de nabijheid van de Turken is geïnfecteerd".
De joodse godsdienst zag hij als de "verderfelijkste plaag en bitterste vijand van de leer van Jezus Christus" Zijn bezwaar tegen de "joodse invloed" en "Judaïsme" in de katholieke kerk lag volgens Jonathan Israel in bezorgdheid voor het overheersen van ceremonie, ritueel en wettisch denken, een ondermijning van de ware vroomheid en het afdwalen van Christus door uiterlijk vertoon en het hechten aan vormen. Erasmus was desnoods bereid geweest om het Oude Testament op te geven als heilig boek voor de christenheid, als hij daarmee de invloed van het jodendom had kunnen indammen. De suggestie dat de pacifist Erasmus een antisemiet zou zijn geweest werd bestreden door Leo Molenaar
en Anton van Hooff. Anders dan de tolerante Erasmus zaaide Maarten Luther wel jodenhaat.

### Erasmus als christen

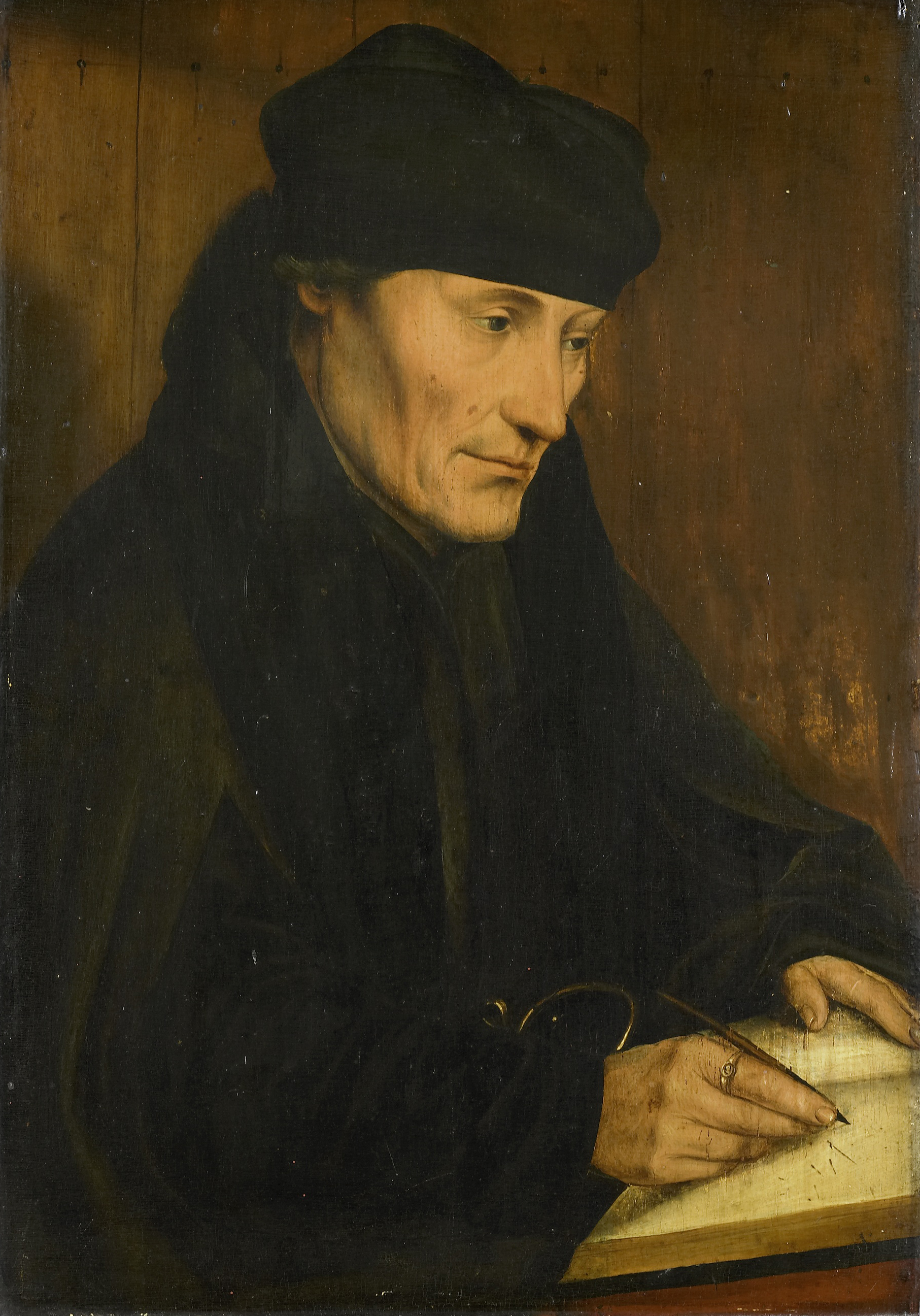
Portret van Erasmus door Quinten Metsys (1535)

Erasmus nam de christelijke naastenliefde heel serieus. Dogmatische standpunten en onverdraagzaamheid, die daarmee in strijd waren, verwierp hij. Het gezonde verstand stelde hij boven dogmatische spitsvondigheden. Dat was de reden dat hij door vele fanatici als ketter werd beschouwd.
Hij wordt vaak als wegbereider van de Reformatie beschouwd, wat ook de mening was van reactionaire theologen uit zijn tijd, maar zijn humanistische theologie viel bij de hervormers evenmin in goede aarde. Zij namen hem zeer kwalijk wat ze opvatten als zwakte en onbeslistheid. Luther begon rond 1523 een obsessieve haatcampagne tegen Erasmus, die hij afdeed als een man zonder geloof, een "zwijn uit het kot van Epicurus". Dit uitte zich eerst in brieven en vervolgens in de strijdschriften die ze uitwisselden over de vrije wil. Erasmus vond dat Maarten Luther te hard van stapel liep en dat men moest proberen de eenheid der Kerk te bewaren, door meer te letten op wat de christenen met elkaar deelden dan op wat hen scheidde.
Aan calvinistische zijde was de vijandigheid tegen Erasmus nauwelijks kleiner. Guillaume Farel, priester in Bazel, nam hem in preken zwaar op de korrel en Calvijn noemde hem een nikodemiet.

## Receptie
Tijdens zijn leven wist Erasmus dankzij zijn vriendschappen en netwerk – waartoe ook keizer Karel mocht worden gerekend – grotendeels uit de handen van de censoren te blijven. De theologen van Leuven en Parijs dreven hem in het nauw, maar konden hem niet beletten zich vrij uit te drukken in een oeuvre dat de omvang van een bibliotheek verwierf. Na zijn dood viel hij alsnog aan hen ten prooi. In 1540 verschenen te Bazel zijn Omnia opera, maar daarna werden zijn boeken in haast alle katholieke landen verboden. Hij kwam op de indexen van Parijs (1545), Luik (1546), Portugal (1547), Spanje (1551), Milaan en Venetië (1554), Leuven (1551) en ten slotte Rome (1559). Die laatste deelde hem in bij de klasse auteurs van wie alle geschriften zonder onderscheid waren verboden. In de daaropvolgende jaren werd dit afgezwakt. De Index expurgatorius librorum, opgesteld in Antwerpen door Benito Arias Montano, bepaalde welke passages moesten worden gezuiverd en zo nodig herschreven. Aan Erasmus was een hele sectie gewijd. In verminkte vorm bleven zijn boeken dus beschikbaar, waarbij ook zijn naam niet mocht worden afgedrukt. Voorts bleef hij in protestantse gebieden verschijnen: onder meer Christoffel Plantijn zorgde vanuit zijn Leidense filiaal voor heruitgaven.
Dankzij Paulus Merula en Hugo Grotius bleef Erasmus in de 17e eeuw onder de aandacht. Ook Pierre Bayle wijdde een uitgebreid artikel van zijn Dictionnaire aan de humanist. Begin 18e eeuw verscheen door toedoen van Jean le Clerc een nieuwe uitgave van diens verzameld werk (1703-1706). De hernieuwde belangstelling in de 19e eeuw neigde naar karikaturale typeringen: de Franse historiografie zette hem neer als een rationalist of zelfs vrijdenker in de opbouw naar Voltaire, terwijl hij in Duitsland veeleer gold als een scepticus die uit opportunisme en gebrek aan moed in de schaduw van Luther was blijven steken. Beide benaderingen gingen ten onrechte uit van een lauwe religiositeit. Hoewel Erasmus de polemiek nooit schuwde, maakten de allusies, allegorieën en dialoogvormen in zijn geschriften hem moeilijk onder een noemer te vatten.
Voor een correcter beeld was het wachten op de uitgave van Erasmus' correspondentie in de vroege twintigste eeuw. Johan Huizinga liet een voorzichtig positief geluid horen en ontwaarde in zijn werk "de eerste verkondiging van den geest van educationalisme en perfectibilisme, van warm sociaal gevoel en van geloof in het goede der menschelijke natuur, van vredelievende welwillendheid en verdraagzaamheid". Stefan Zweig herkende in hem een zielsverwant en bevechter van het fanatisme. Enkele jaren later toonde Marcel Bataillon aan hoe diepgaand het erasmisme Spanje had beïnvloed, met zijn nadruk op de onderwerping aan Christus. De spirituele en mystieke kant van Erasmus werd in de jaren '70 en '80 opnieuw in het licht gesteld door auteurs als Georges Chantraine, Michael Screech en Margaret Mann Phillips.

## Werk

### Algemeen
In 1523 maakte Erasmus een catalogus van al zijn tot dan toe verschenen werken. Hij maakte een driedeling:
1. de culturele vorming inclusief taal: onder andere de Colloquia (gesprekken), de Adagia (spreekwoorden) en zijn eigen brieven
2. de ethische vorming: onder andere de Lof der zotheid
3. de godsdienstige vorming: onder andere het Enchiridion (handboek voor een christen)

Erasmus is vooral bekend gebleven door de Lof der zotheid en het Enchiridion waarin hij zijn ideeën over wat christendom werkelijk voor de mens zou moeten betekenen uiteenzet. De Lof der zotheid is een satire op allerlei misstanden van zijn tijd, waarin hij de allegorische Zotheid allerlei dingen laat zeggen, die hij zelf - van de Kerk - eigenlijk niet mocht zeggen.
Hij heeft ook vele opvoedkundige en onderwijsgeschriften op zijn naam staan. Een invloedrijk werk is De ratione studii uit 1511, over het inrichten van de studie en het lezen en verklaren van auteurs. In De pueris instituendis beschrijft Erasmus het onderwijs dat beperkt blijft tot het aanleren der antieke talen en het lezen en interpreteren van de klassieke auteurs.
Het meest populaire opvoedkundig werkje is De civilitate morum puerilium 1530 ofwel in het Nederlands Goede manierlijcke seden, Hoe die Jonghere gaen, staen, eten, drincken, spreken, swijghen, ter tafelen dienen, ende die spijse ontghinnen sullen.
In zijn verhandeling De recta Latini Graecique sermonis pronunciatione (De juiste uitspraak van de Latijnse en Griekse taal, Bazel 1528) geeft Erasmus een reconstructie van de uitspraak van het Grieks en het Latijn in de Oudheid. In zijn tijd was men gewend het Oudgrieks uit te spreken met de uitspraak van de toen in Griekenland gesproken taal (iotacisme), terwijl men het Latijn min of meer op zijn Italiaans uitsprak. Door de bestudering van leenwoorden van Grieks naar Latijn en van Latijn naar Grieks kwam Erasmus tot de conclusie dat dat onjuist was. Erasmus maakte een reconstructie die weliswaar niet volmaakt was, maar veel beter dan de op dat moment gangbare uitspraak van de beide oude talen.

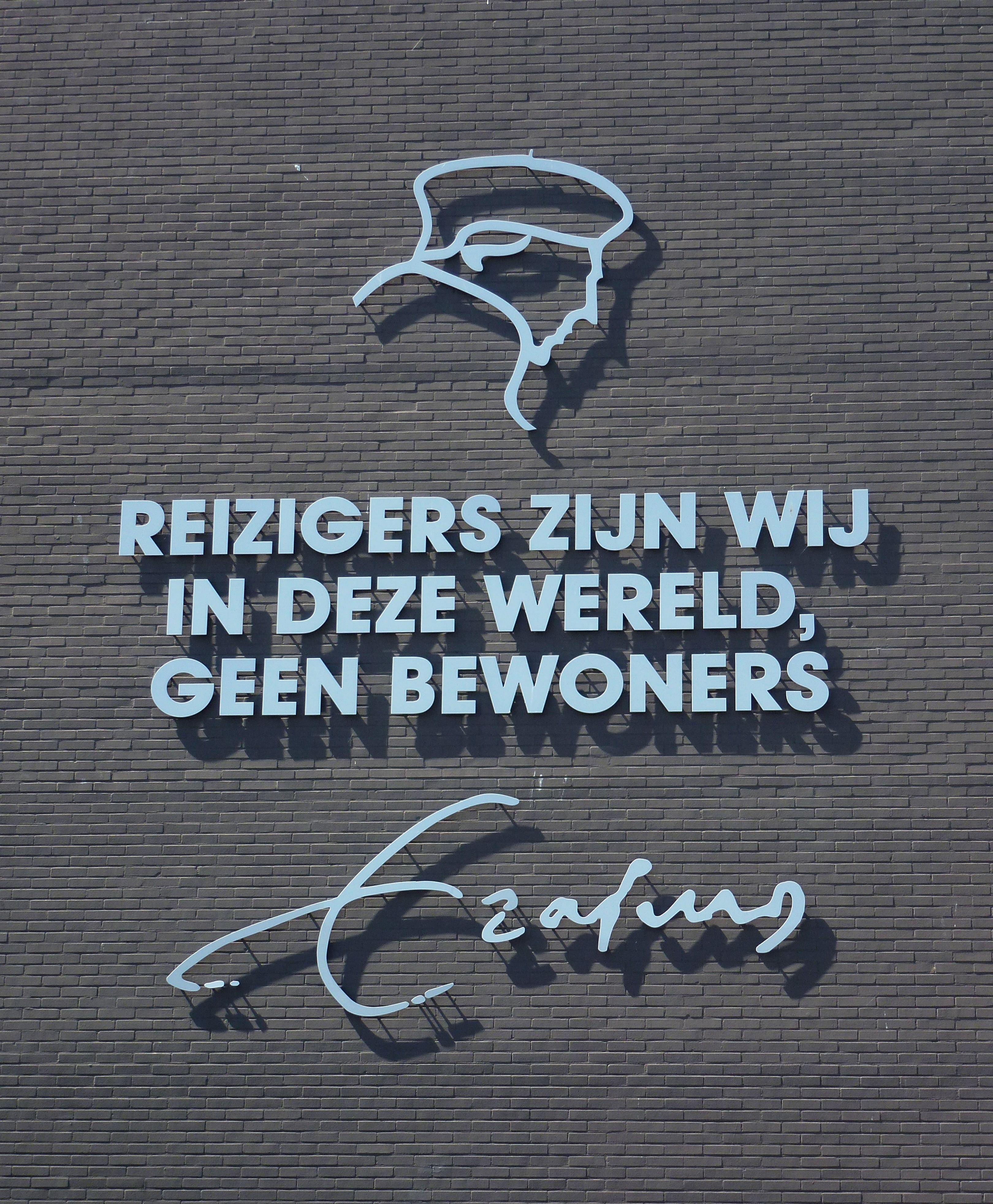
Gevelversiering in Gouda met citaat uit De praeparatione ad mortem (Over de voorbereiding op de dood): "Viatores sumus in hoc mundo, non habitatores" (editie van 1534, p. 6).

### Vertaling van het Nieuwe Testament
Erasmus sprak en schreef Latijn, omdat dit in zijn tijd de internationale voertaal voor geschoolde mensen was. Hij was een bijzonder geleerd man die al bij zijn leven in geheel Europa als een van de grote denkers van zijn tijd werd erkend. Zijn eerste Oudgrieks had hij op de Latijnse school in Deventer geleerd, dat daar toen voor het eerst in Noord-Europa als vak in het curriculum was opgenomen. Door zijn kennis van deze taal stelde hij vast, dat het Nieuwe Testament (dat wil zeggen: het tweede deel van de christelijke Bijbel) in de Latijnse Vulgaat niet in alle gevallen goed vertaald was. Hij besloot om het Griekse Nieuwe Testament opnieuw te vertalen en in druk uit te geven. Als bijbelwetenschapper wilde hij zo dicht mogelijk bij de oudste teksten blijven. Dit kwam hem op felle kritiek te staan van het leidende intellectuele centrum van de Nederlanden van die dagen, de Leuvense (katholieke!) universitaire wereld, waaronder zich ook een aantal goede vrienden van hem zoals Van Dorp bevonden. De taal van de Kerk was tenslotte Latijn en niet Grieks. Aan dit gegeven tornen zou het toch al wankelende gezag van de Kerk van die dagen nog verder ondermijnen. Ook de jonge Vlaamse exegeet Frans Titelmans kwam hierover in de jaren 1527-1530 met Erasmus in aanvaring. Erasmus' versie van het Nieuwe Testament was volgens Titelmans niet correct. In de inhoud ontbraken volgens hem delen die in de Griekse tekst wel degelijk aanwezig waren en de stijl leek volgens hem te veel op het klassieke Latijn van Cicero.
Voor zijn Griekse Nieuwe Testament kon Erasmus beschikken over zes Griekse handschriften. Hij vertaalde deze handschriften opnieuw in het Latijn om daarmee het verschil met de Vulgaat te laten zien. Later heeft de Leidse drukkersfamilie Elsevier de Griekse tekst van Erasmus gebruikt, die intussen de bijnaam van de Textus Receptus had gekregen.
Erasmus legde met zijn Griekse uitgave van het Nieuwe Testament een grondslag van de Hervorming van Luther. Luther gebruikte de door Erasmus geredigeerde en uitgegeven Griekse tekst van het Nieuwe Testament (en niet de Latijnse Vulgaat) voor zijn vertaling van de Bijbel naar het Duits en kon daarmee directe kritiek van de Kerk op zijn vertaling omzeilen. Ook dat werd Erasmus door de Kerk verweten. Maar op het verwijt dat hij het ei van de ketterij had gelegd, antwoordde hij dat hij liever iets anders had uitgebroed: hij vond de versplintering van de Kerk maar niets.

### Erasmuscollectie
Alle werken van Erasmus zijn te bekijken in de Erasmuszaal van de Bibliotheek Rotterdam, die namens de gemeente Rotterdam een van de grootste Erasmuscollecties ter wereld beheert: een unieke en oude verzameling met onder meer honderden boeken uit de vijftiende en zestiende eeuw. Zo’n negentig werken zijn er in de eerste druk aanwezig. Tot de collectie behoren vier originele brieven in Erasmus' eigen hand. Ook zijn er bijzondere edities van zijn bekendste boek ‘Lof der Zotheid’—vele vertalingen in alle mogelijke talen en vele geïllustreerde edities (onder meer van Frans Masereel). De bibliotheek heeft ook veel literatuur over Erasmus. Bij de Uitvoerende Raad van Unesco op 18 mei 2023 is besloten dat de Erasmus Collectie Rotterdam samen met 64 andere documentair erfgoed collecties wordt toegevoegd aan het internationale Memory of the World register.
Deze collectie is een onmisbaar instrument voor de lopende uitgave van de "Opera Omnia" van Erasmus, die vanaf 1969 onder auspiciën van de Koninklijke Nederlandse Akademie van Wetenschappen wordt uitgegeven. De Bibliotheek Rotterdam heeft een website met als titel Schatkamers. Vele afbeeldingen uit boeken van Erasmus en portretten van Erasmus zelf zijn daar te zien en te downloaden. Vijftien boeken van Erasmus plus de uitgave van zijn verzamelde werk (1538-1540) zijn online beschikbaar.
Tussen 2004 en 2020 zijn alle 3141 bekende brieven van en aan Erasmus vertaald naar het Nederlands en Engels en in 22 delen uitgegeven door de Rotterdamse Uitgeverij Ad. Donker. Deze Nederlandstalige brievencollectie is ook opgenomen in de Biblioteca Apostolica Vaticana.

## Erasmus in Rotterdam in de 21e eeuw
In de Maasstad wordt sinds 2006 op 28 oktober jaarlijks de geboortedag van de humanist gevierd, het uitbrengen van het bekende geschrift Lof der zotheid wordt elke eerste dag van april herdacht en er is jaarlijks op 11 juli (zijn sterfdatum) de 'Nacht van Erasmus'. Om in zijn geboorteplaats de invloed van Erasmus in de huidige tijd blijvend te belichten werd in 2010 het 'Comité Erasmus, Icoon van Rotterdam' opgericht. In 2016 is op het Grotekerkplein ter markering van de plaats van zijn geboortehuis het Erasmusmonument gerealiseerd. Het bestaat uit een vrijstaand object dat wat weg heeft van een trapgevel. Een portret en teksten uit werken van de filosoof in het Latijn maken deel uit van de bekleding die geheel bestaat uit majolicategels.

## Lof der Zotheidspeld
Het Comité Erasmus reikt sinds 2011 de Lof der Zotheidspeld jaarlijks op de verjaardag van Erasmus uit aan een persoon die zich in de geest van Erasmus heeft ingezet voor de samenleving en een lans heeft gebroken voor tolerantie, onderwijs en satire. 
Laureaten:
- 2011 Gyz la Rivière
- 2012 Arie van der Krogt
- 2013 Manuel Kneepkens
- 2014 Inez Weski
- 2015 Loes Luca
- 2016 Henk Oosterling
- 2017 Carrie Jansen
- 2018 Hugo Borst
- 2019 Fidan Ekiz
- 2020 Dick Couvée
- 2021 Rosanne Hertzberger
- 2022 Peter Koole
- 2023 Lilian Gonçalves – Ho Kang You

## Verkiezingen
- In 2004 eindigde Erasmus op de vijfde plaats in de verkiezing van De grootste Nederlander.
- In de verkiezing voor De Grootste Belg, een jaar later, eindigde hij op de 11de plaats in de Vlaamse versie.
- In 2005 werd Erasmus door lezers van het dagblad "Rijn en Gouwe" uitgeroepen tot Grootste Gouwenaar.
- In 2009 werd Erasmus door bezoekers van de website van Gemeentearchief Rotterdam voor een jaar uitgeroepen tot Grootste Rotterdammer.[31]

## Vernoemd
- Vele instellingen en bouwwerken ontlenen hun naam aan Erasmus, zie Erasmus.
- In 2016 werd door Gouda het Erasmusjaar uitgeroepen, omdat het toen 500 jaar geleden was dat het werk Novum Instrumentum verscheen. Voor de Sint Janskerk werd ter gelegenheid hiervan door Marc Mulders een nieuw glasraam ontworpen met als thema de Vrijheid van het geweten anno 2016.[32]
- De Erasmusprijs voor een belangrijke bijdrage aan Europese cultuur, samenleving of wetenschap wordt sinds 1958 door de Stichting Praemium Erasmianum uitgereikt en heeft als motto een citaat van Erasmus

De talenten van begaafde mensen zijn verschillend, en ieder tijdperk heeft zijn eigen karakter. Laat ieder tonen waartoe hij in staat is en laat niemand jaloers zijn op een ander die op zijn manier en naar zijn vermogen probeert iets bij te dragen aan het onderricht van allen. (Erasmus aan Jean de Carondelet, Bazel 5 januari 1523)

- Herdenkingsmunten van € 2 2011: 4 miljoen stuks werden gemunt en in circulatie gebracht. Aanleiding: de 500e verjaardag van de publicatie van Laus Stultitiae - Lof der zotheid. In 2022 werd Erasmus afgebeeld op de gemeenschappelijke uitgifte van de herdenkingsmunten van 2 euro ter gelegenheid van het 35-jarige bestaan van het Erasmusprogramma.